# Zwartkopkardinaal
De zwartkopkardinaal of zwartkopkernbijter (Pheucticus melanocephalus) is een zangvogel uit de familie Cardinalidae (kardinaalachtigen).

## Verspreiding en leefgebied
Deze soort telt 2 ondersoorten:
- P. m. maculatus: zuidwestelijk Canada, de westelijke Verenigde Staten en noordwestelijk Mexico.
- P. m. melanocephalus: van zuidwestelijk tot het zuidelijke deel van Centraal-Canada en de westelijk-centrale Verenigde Staten tot het zuidelijke deel van Centraal-Mexico.